# Со Маун
Со Маун (бирм. စောမောင် , 5 декабря 1928, Мандалай, Британская Бирма — 24 июля 1997, Янгон, Мьянма) — военный диктатор Мьянмы с 8 августа 1988 по 23 апреля 1992. Председатель военной хунты, генералиссимус.

## Биография
С 1949 года служил в армии, состоял в элитном 4-м стрелковом полку, которым командовал Не Вин. В дальнейшем Не Вин протежировал молодому офицеру. После военного переворота в 1962 году, приведшего Не Вина к власти, командовал батальоном. С 1971 года заместитель командующего военным округом.
В 1975—1976 годах руководил подавлением коммунистического подполья и повстанцев из местных племён на границе с Таиландом. С 1976 года командующий военным округом, бригадный генерал, в том же году отличился при подавлении попытки военного переворота. С 1981 года генерал-адъютант.
В 1983—1985 годах — командующий сухопутными силами, заместитель начальника Генерального штаба. В 1984—1985 годах — заместитель министра обороны, с 1985 начальник Генерального штаба.
Член Партии бирманской социалистической программы (ПБСП) с 1963 года, член ЦИК ПБСП с 1985 года.
В июле 1988 года Не Вин в результате восстания 8888 передал власть генералу Сейн Лвину, в правительстве которого Со Маун занял пост министра обороны. Проявив неспособность подавить народные выступления против режима, в августе 1988 года Сейн Лвин ушёл в отставку с поста президента Бирмы, этот пост занял Маун Маун, первый штатский на этом посту за 26 лет. Этот шаг не удовлетворил протестующих, митинги и забастовки продолжились и 18 сентября 1988 года генерал Со Маун возглавил военный переворот, встав во главе Государственного совета по восстановлению закона и порядка, одновременно заняв посты премьер-министра, министра обороны (с февраля 1989) и иностранных дел. Переворот был вдохновлён бывшим руководителем Бирмы Не Вином, который в дальнейшем имел сильное влияние на режим Со Мауна.
Придя к власти, Со Маун объявил о намерении провести многопартийные выборы, несмотря на сопротивление наиболее консервативных членов правящей хунты. На выборах, проведённых в 1990 году, одержала победу партия Национальная лига за демократию во главе с Аун Сан Су Чжи, однако хунта не признала результаты выборов, а лидер победившей партии была арестована.
В апреле 1992 года Со Маун подал в отставку, как было объявлено, по состоянию здоровья. По информации, распространявшийся новыми властями после отставки Со Мауна, у него произошёл нервный срыв, после которого он вообразил себя реинкарнацией одного из бирманских монархов XI-го века. Хунту возглавил генерал Тан Шве, фактически осуществивший дворцовый переворот.
После отставки жил уединённо. Умер от сердечного приступа 24 июля 1997.
Был женат, имел троих детей. Увлекался игрой в гольф. Исповедовал буддизм.